# Hermann Osthoff

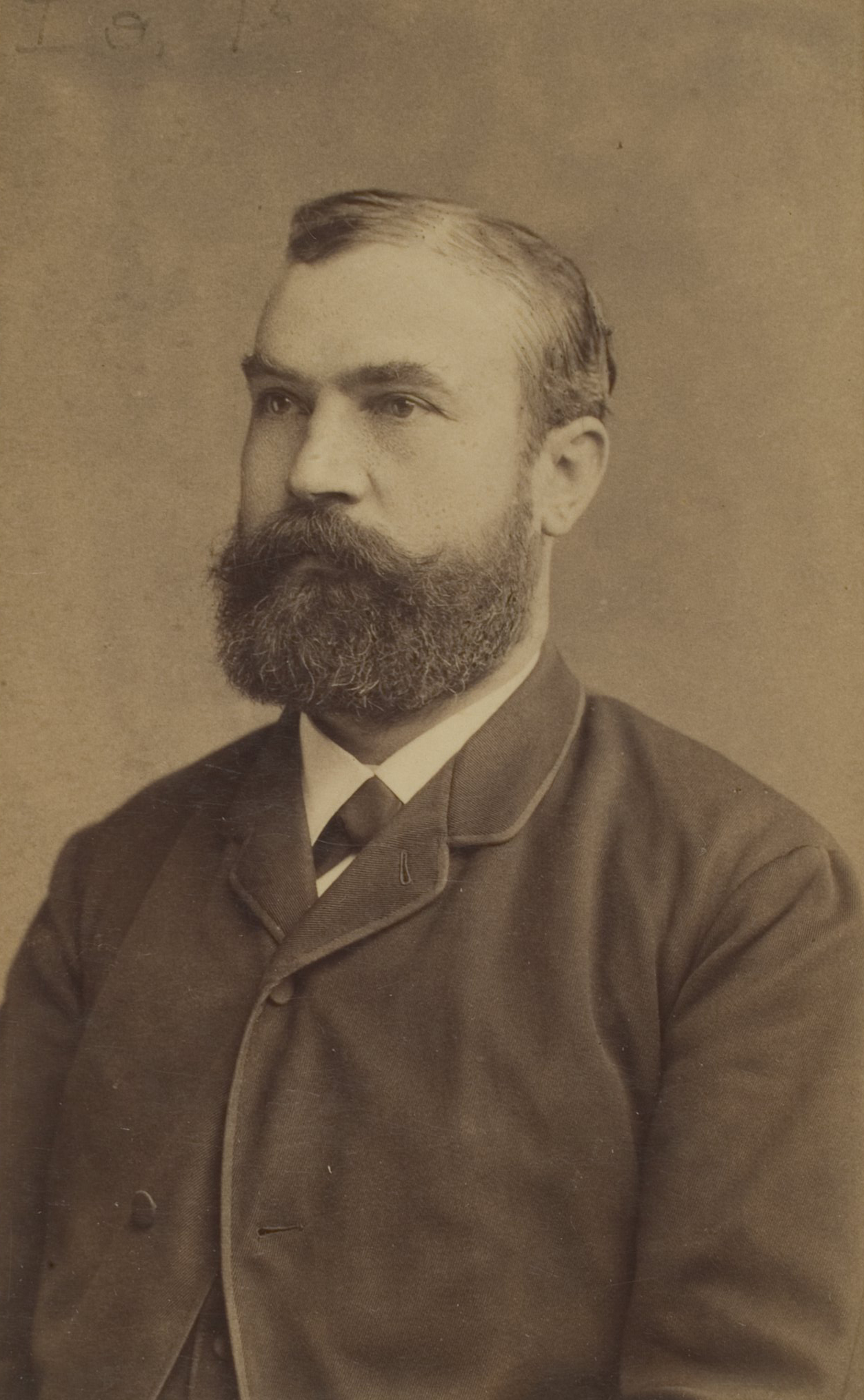
Hermann Osthoff.

Hermann Osthoff, född 18 april 1847 i Billmerich vid Unna, död 7 maj 1909 i Heidelberg, var en tysk språkforskare.
Osthoff, som var professor i Heidelberg, var ett av sin tids främsta namn inom den jämförande indoeuropeiska språkforskningen, särskilt för den riktning inom denna vetenskap, som benämns junggrammatiken. Han var en av riktningens mest produktiva författare och den ivrigaste, för att inte säga hetsigaste, förfäktaren av dess principer, särskilt i den av honom och Karl Brugmann författade och utgivna serien Morphologische Untersuchungen auf dem Gebiete der indogermanischen Sprachen (fyra band, 1878-81), en av de viktigaste junggrammatiska publikationerna.

## Övriga skrifter i urval
- Zur Geschichte des schwachen deutschen Adjectivums (1876)
- Zur Frage des Ursprungs der germanischen N-declination (i Paul-Braunes "Beiträge", band III, 1876)
- Das Verbum in der Nominalcomposition (1878)
- Zum grammatischen Wechsel der Velaren K-reihe (Paul-Braunes "Beiträge", bd VIII, 1882)
- Zur Geschichte des Perfects (1884)
- Vom Suppletivwesen der indogermanischen Sprachen (1900)
- Zur armenischen Laut- und Wortforschung (i "Sprachwissenschaftliche Abhandlungen", utgiven av L. von Patrubány, 1901)
- Etymologische Parerga (I, 1901)